# Xeralictus bicuspidariae
Xeralictus bicuspidariae är en biart som beskrevs av Roy R. Snelling och Stage 1995. Xeralictus bicuspidariae ingår i släktet Xeralictus och familjen vägbin. Inga underarter finns listade i Catalogue of Life.

## Bildgalleri

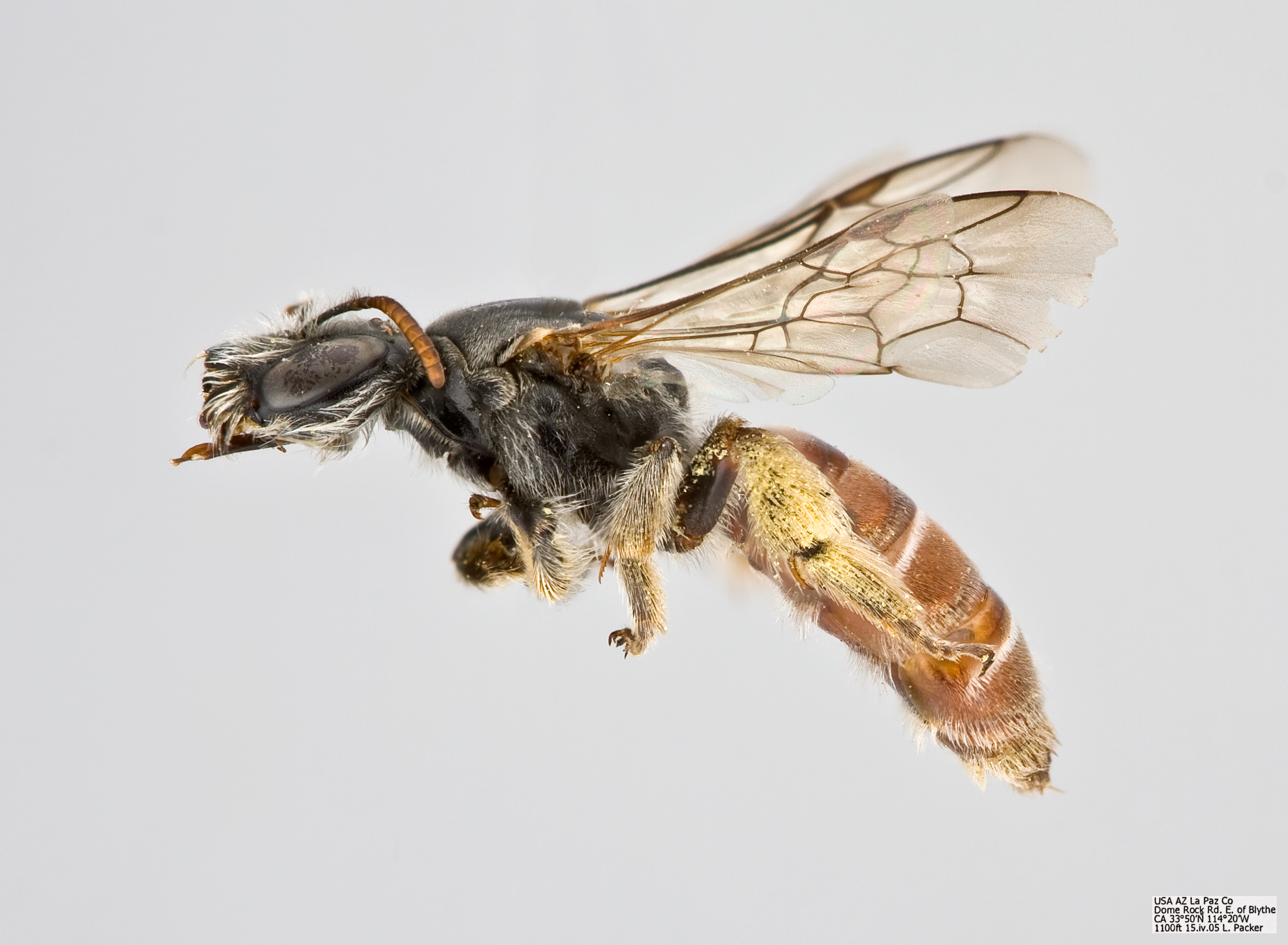
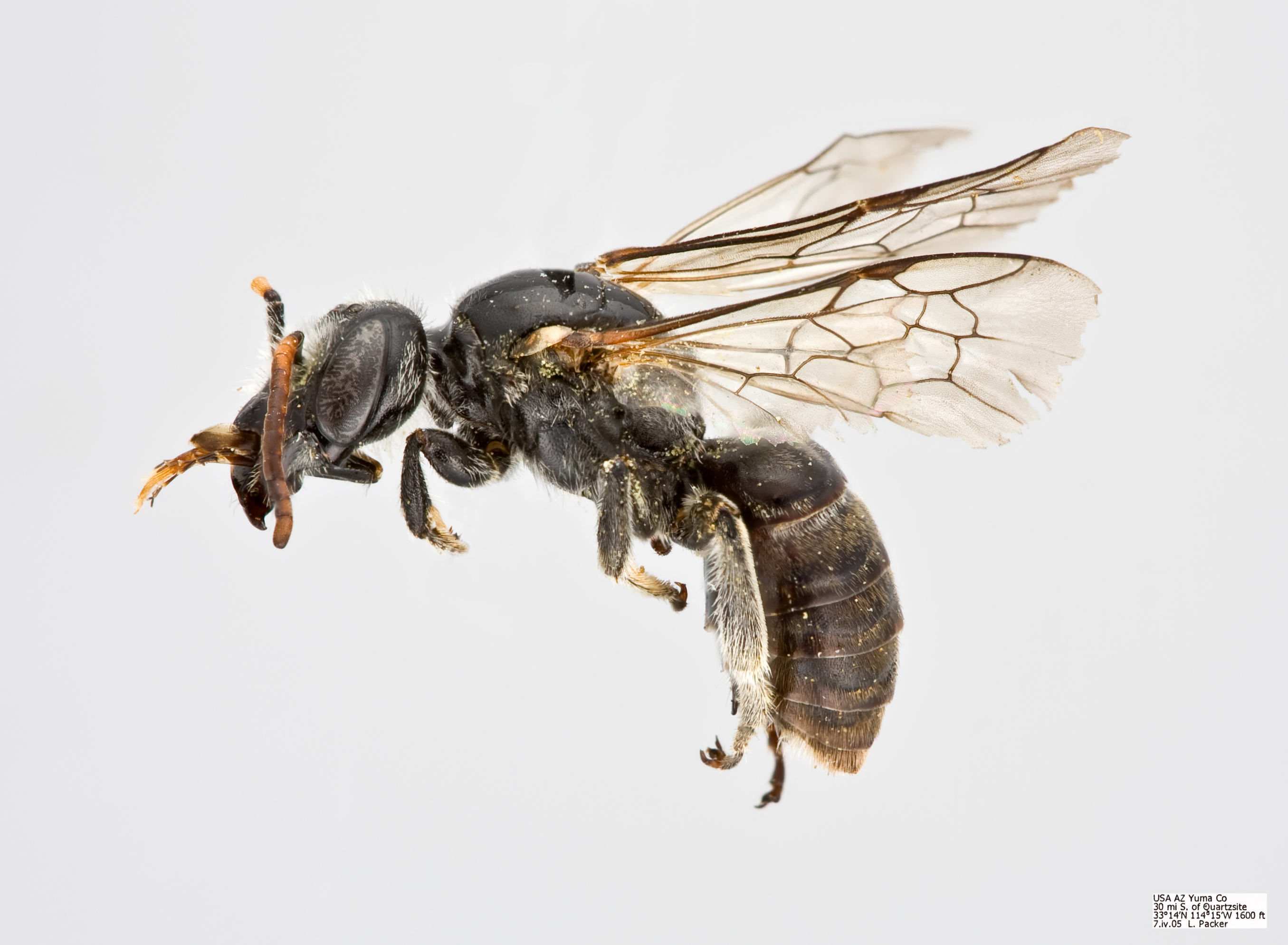